# Baia Seraph

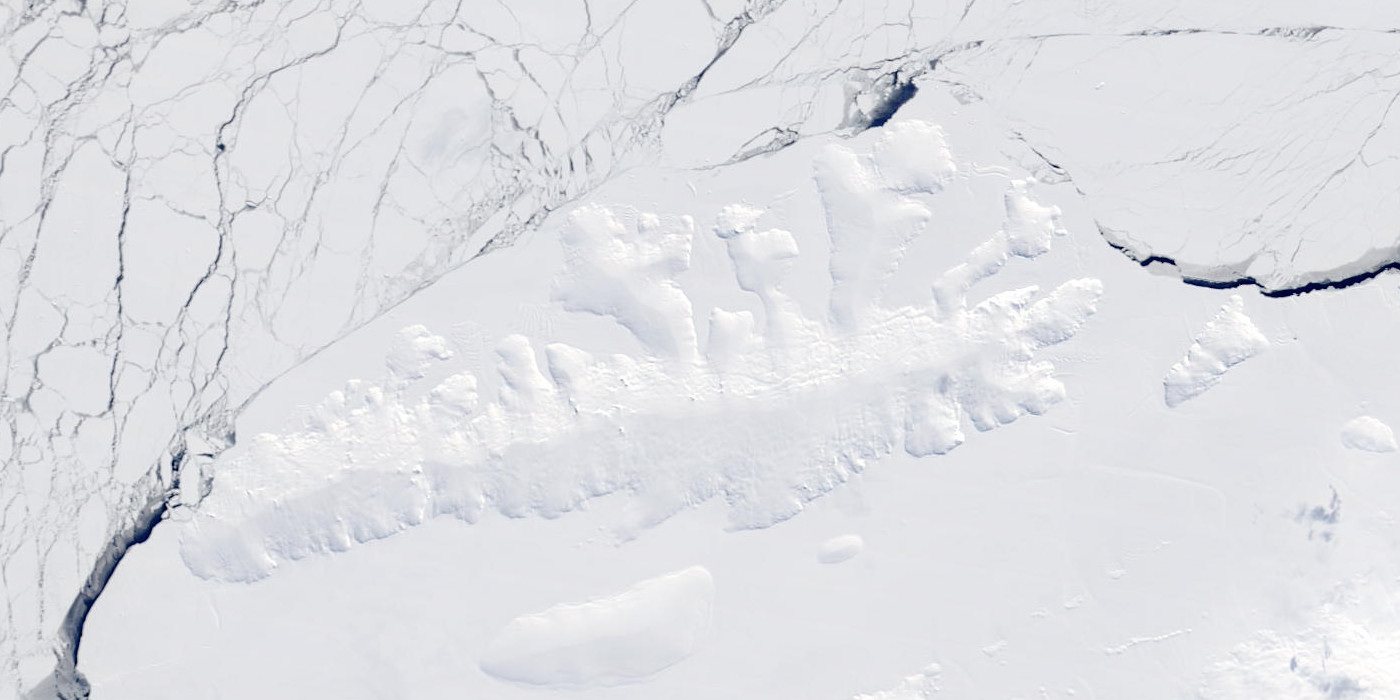
Un'immagine satellitare dell'isola Thurston.

La baia Seraph è una baia larga circa 28 km all'imboccatura e lunga circa 40, situata a est della costa orientale dell'isola Thurston, al largo della costa di Eights, nella Terra di Ellsworth, in Antartide. I capi della baia sono rappresentati da capo Annawan, ossia la punta orientale della penisola Tierney, a nord-ovest, e dall'isola Dustin, a sud-est, mentre a sud-ovest essa è chiusa dalla piattaforma glaciale Abbot; in effetti, quindi, un eventuale scoglimento di tale piattaforma porterebbe alla scomparsa della baia, poiché si aprirebbe il passaggio tra le sopraccitate isole Thurston e Dustin. All'interno della baia si getta poi il Savage, che entra nella parte occidentale delle costa.

## Storia
La baia Seraph fu scoperta durante ricognizioni aeree effettuate nel febbraio del 1940 da membri del Programma Antartico degli Stati Uniti d'America e partiti dalla nave Bear. In seguito, essa fu del tutto mappata nel febbraio 1960 durante voli in elicottero partiti dalla USS Burton Island e dalla USS Glacier  e svolti su quest'area nel corso di una spedizione di ricerca della marina militare statunitense (USN) nel mare di Bellingshausen. Infine, fu così battezzata dal Comitato consultivo dei nomi antartici in onore del brigantino Seraph, di Stonington, in Connecticut, con cui, nel 1830, il capitano Benjamin Pendleton e il suo equipaggio navigarono verso ovest fino a giungere alle Isole Shetland Meridionali, raggiungendo una latitudine di 60° sud.